# Crònica d'Anna Magdalena Bach
Crònica d'Anna Magdalena Bach (títol original en alemany: Chronik der Anna Magdalena Bach) és una pel·lícula germano-italiana de Jean-Marie Straub i Danièle Huillet, estrenada el 1968. Ha estat doblada al català.

## Argument
A partir de manuscrits, d'actes de l'època, de cartes, Jean-Marie Straub i Danièle Huillet han posat en escena la vida de la segona esposa de Johann Sebastian Bach, Anna Magdalena Bach, al costat del seu marit.

## Repartiment
- Gustav Leonhardt: Johann Sebastian Bach
- Christiane Lang-Drewanz: Anna Magdalena Bach
- Paolo Carlini: Hölzel
- Ernst Castelli: Steger
- Hans-Peter Boye: Born
- Joachim Wolff: Rektor
- Rainer Kirchner: el Superintendent
- Eckart Brüntjen: el prefecte Kittler
- Walter Peters: el prefecte Krause
- Kathrien Leonhardt: Katharina Dorothea Bach
- Anja Fährmann: Regine Susanna Bach
- Katja Drewanz: Christine Sophie Henrietta Bach
- Bob van Asperen: Johann Elias Bach
- Andreas Pangritz: Wilhelm Friedemann Bach
- Nikolaus Harnoncourt: el príncep von Anhalt-Köthen
- Hellmuth Costard: Rektor Ernesti
- Angelo Viale
- Rudolf Scheidegger
- Ernest Strauss

## Producció
Gustav Leonhardt, el clavecinista i organista que toca Johann Sebastian Bach, ha declarat en una entrevista que quan Jean-Marie Straub l'ha cridat per proposar-li aquest paper, ha pensat: «Una pel·lícula sobre Bach, serà espantós com totes les pel·lícules sobre la música que ja he vist. » Però quan va rebre el guió, l'havia trobat « del tot seriós, pensat, i fonamentat històricament», Jean-Marie Straub tenia el mateix enfocament i el mateix respecte que ell per aquest compositor: «El que trobava normal, Straub ho trobava també. »
Cada obra de música és interpretada en directe, sense ser interrompuda per canvis de pla, per músics de primera importància, entre els quals el clavecinista Gustav Leonhardt que fa el paper de Johann Sebastian Bach.

## Crònica
| «                          | Una Crònica d'Anna Magdalena Bach, la veu suposada d'Anna Magdalena llegeix les cartes del mateix Bach i els testimoniatges d'un fill, tot i que parla com Bach escrivia i parlava, accedint això a una mena de discurs indirecte lliure.[…] L'acte de paraula és acte de música en l'execució de la música de Bach que arrenca particions, més encara que la veu d'Anna Magdalena no arrencava de les cartes i documents. L'acte de paraula o de música és una lluita: ha de ser econòmic i rar, infinitament pacient, per imposar-se al que li resisteix, però extremadament violent per ser ell mateix una resistència, un acte de resistència | » |
| — Gilles Deleuze, Cinema 2 | |   |

| «                             | Plans fixos, extremadament despullats, únicament consagrats a la respiració i al temps musicals. Els Straub compleixen el seu treball de cineastes amb la humilitat i l'exigència d'un artesà. El contrast intens del blanc i negre. El dolç reconfort del món exterior suggerit per les finestres il·luminades. La feina mínima, però molt expressiva, dels materials d'època (perruques, instruments). Tot acaba esborrant la distància del temps. Un sentiment de suspensió i d'eternitat palpita dins del marc, després el sobrepassa. Misteri infinit de la música i del cinema conjugats. | » |
| — Jean Coutances, Télérama.fr | |   |

## Premis i nominacions
Nominacions
- 1968: Os d'Or